# Musée d'art contemporain Goulandrís (Ándros)
Pour les articles homonymes, voir Musée Goulandris.
Le musée d'art contemporain Goulandrís fondé par Vassílis (en) et son épouse Elísa Goulandrís (en) en 1979, est un musée grec d'art moderne et contemporain situé sur l'île d'Andros, à Chora, capitale de la côte-est de l'île qui est l'une des plus grandes Cyclades. Il se trouve sur la place Theóphilos Kaíris de Chora. Le musée Goulandrís  porte aussi le nom du fondateur et de son épouse : la Fondation Vassílis et Elísa Goulandrís ou encore celui de Andros Museum of Modern Art.

## Les collections Goulandrís
Armateur millionnaire, issu lui-même d'une famille d'armateurs, Vassílis Goulandrís né à Andros en 1913 a poursuivi ses études en Grèce et en Suisse avant de devenir président de l'Association des armateurs grecs. Il avait le goût des arts et collectionnait des pièces d'archéologie qu'il a léguées au musée archéologique de Chora (en), fondé par lui-même et son épouse. Amateur d'art moderne et contemporain dont il faisait collection, une partie de ces acquisitions ont été accueillies au MOCA d'Andros.
Depuis octobre 2019, la fondation Vassílis et Elísa Goulandrís dispose d'un second lieu d'exposition permanente de sa collection d'art moderne et contemporain à Athènes.

## Le MOCA
Moins connu que le musée archéologique, peu mentionné dans les guides des Cyclades, le MOCA d'Andros offre pourtant un grand nombre de tableaux et sculptures de maîtres contemporains. Il s'agit d'une construction de l'architecte Stamos Papadakis, qui s'intègre au style architectural cycladique. Sur deux cents mètres carrés au sol, le collectionneur y a réuni les œuvres de sa propre collection parmi lesquelles se trouve notamment L'Araignée I de Germaine Richier (1946), une des toutes premières sculptures où elle a utilisé des fils. Elle côtoie le sculpteur grec Michaḯl Tómbros pour lequel le musée a été fondé, à l'origine. Parmi les 300 œuvres d'art contemporain répertoriées par l'Institut français se trouve aussi le peintre grec Alekos Fassianos.
Une aile supplémentaire de 1 000 m2 a été ouverte en 1986, œuvre de l’architecte Christos Kontovounisios. Les dessins des jardins réalisés par Miranda Spiliotopoulou-Vazaka, les matériaux utilisés et l'intégration du bâtiment à l'environnement ont valu aux concepteurs un prix à Osaka (Japon) à l'Exposition horticole de 1990.